# Jojo Circus
 (octobre 2017).
Si vous disposez d'ouvrages ou d'articles de référence ou si vous connaissez des sites web de qualité traitant du thème abordé ici, merci de compléter l'article en donnant les références utiles à sa vérifiabilité et en les liant à la section « Notes et références ».
Se sentir bien avec JoJo
JoJo Circus (JoJo's Circus) est une série télévisée d'animation canado-américaine en 63 épisodes de 22 minutes (11 minutes par segment) créée par Jim Jinkins, produite par Cartoon Pizza et Cuppa Coffee Studios, et diffusée du 28 septembre 2003 au 14 février 2007 dans le bloc de programme Playhouse Disney sur Disney Channel.
En France, elle a été diffusée sur Playhouse Disney.[réf. souhaitée] Au Québec, la série a été diffusée à la Télévision de Radio-Canada.

## Synopsis
La série se déroule à Circus Town, une ville autosuffisante dont le centre culturel est la tente «Big Top». L'histoire se concentre sur JoJo Tickle, une petite fille clown, et Goliath, le lion de compagnie de JoJo. Elle et Goliath étudient à l'école de cirque Little Big Top, où tous les jeunes artistes de cirque à venir apprennent sous la direction de leur professeur Mme Kersplatski. Avec ses amis, JoJo explore et apprend tout en faisant face à des situations difficiles.

## Distribution

### Voix originales
- Madeleine Martin : Jojo
- Diana Peressini : Croaky
- Marnie McPhail : Peaches
- Noah Weisberg : Mr Tickle
- Robert Smith : Goliath
- Carole Jeghers : Tony (de La Belle et le Clochard)
- Jack Angel : Edgard
- Philip Proctor : Chat scat
- Bill Farmer : Napoléon
- Patrick Pinney : Lafayette

### Voix françaises
- Marie-Charlotte Leclaire : Jojo
- Patricia Legrand : Trina / Mme Peaches
- Fily Keita : Skeebo / Croaky
- Version française
  - Direction artistique : Réjane Schauffelberger
  - Micheline Dax et Claude Lombard interprètent le générique.
  - Studio de doublage : Dubbing Brothers